# Geometrinae
De Geometrinae zijn een onderfamilie van vlinders uit de familie van de spanners (Geometridae).

## Geslachtengroepen
- Comibaenini
- Comostolini
- Dysphaniini
- Geometrini
- Hemistolini
- Hemitheini
- Lophochoristini
- Microloxiini
- Nemoriini
- Pseudoterpnini
- Thalassodini